# Nassarius dorsatus
Nassarius dorsatus là một loài ốc biển, là động vật thân mềm chân bụng sống ở biển thuộc họ Nassariidae.

## Parasites
- Stephanostomum-like cercariae from Australia: Cercaria capricornia VII[2] và Cercaria capricornia VIII[2]